# Carl Gustav Calwer
Carl Gustav Calwer (* 11. November 1821 in Stuttgart, Königreich Württemberg; † 19. August 1874 in Stuttgart-Berg) war ein deutscher Forstmann, Entomologe und Ornithologe sowie Pomologe.

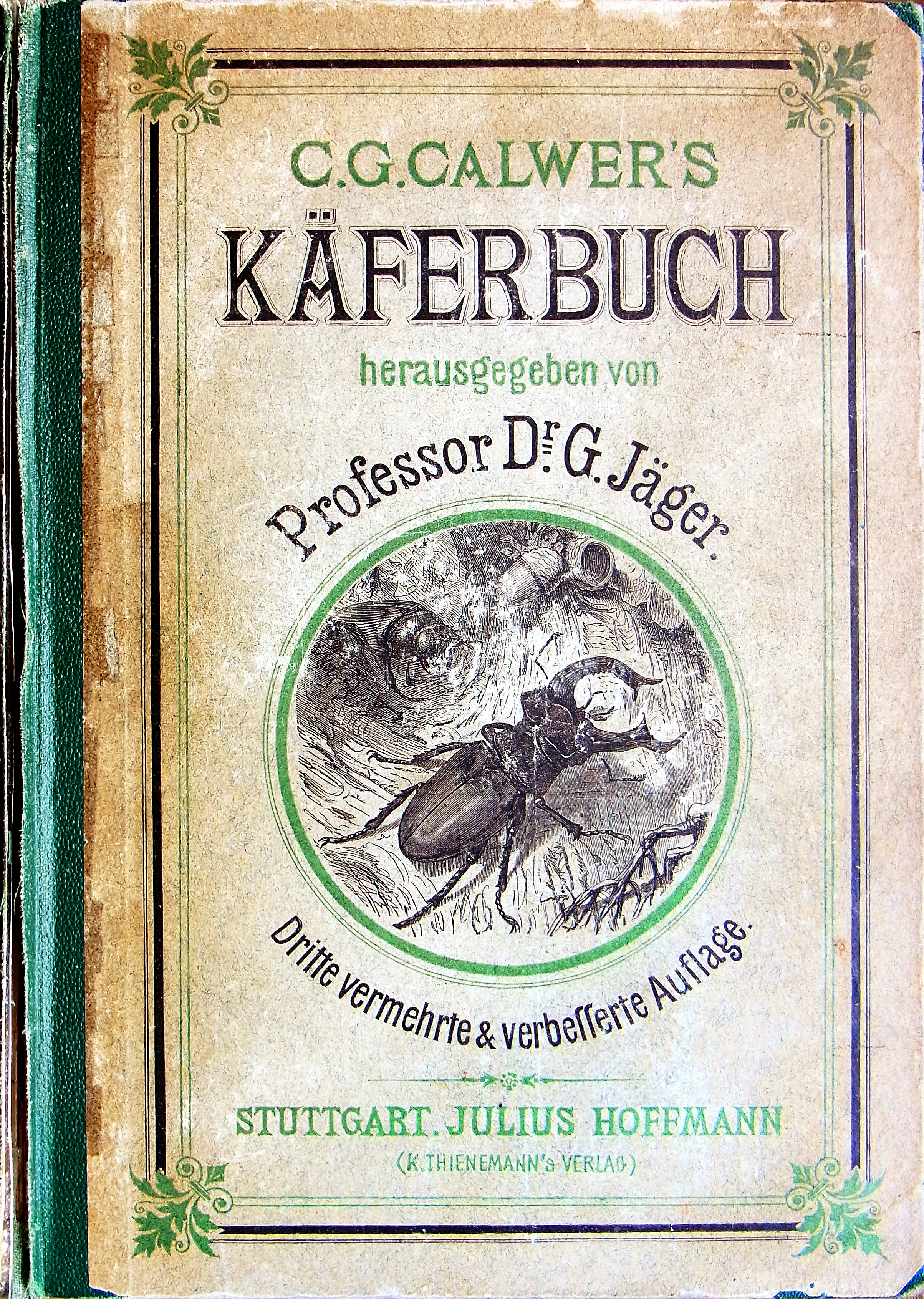
Buchdeckel der dritten Ausgabe des Käferbuchs

## Leben
Calwers Vater war Hofkaminfeger. Carl Gustav Calwer besuchte ein Gymnasium und anschließend eine Gewerbeschule. Nach einem forstwissenschaftlichen Studium mit Promotion absolvierte er zuerst 1847 ein Praktikum in Schondorf am Ammersee und war danach Forstassistent in Neuenbürg bei Pforzheim, Neuenstadt am Kocher bei Heilbronn und Ellwangen (Jagst). 1871 war er Revierförster im Forstamt Sulz am Neckar bei Rottweil.

## Leistungen

### Ornithologie
Zur Ornithologie Württembergs veröffentlichte er zum Beispiel 1847 einen Aufsatz mit dem Titel Über die geselligen Brüteplätze der einheimischen Vögel, 1853 Über den ersten bestimmten Fall des Vorkommens von Otis tetrax in Württemberg. Mit der Hoffnung, zu einem vollständigen deutschen ornithologischen Idiotikon beizutragen, veröffentlichte er 1853 eine Liste der volkstümlichen Vogelnamen Württembergs.

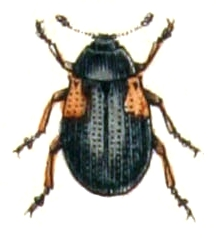
Tritoma bipustulata (Rotfleckiger Faulholzkäfer) im Käferbuch. Allgemeine und specielle Naturgeschichte der Käfer. Nebst der Anweisung sie zu sammeln und aufzubewahren.

### Entomologie
Von seinem Käferbuch, das 1858 zum ersten Mal erschien, gab es bis 1916 sechs aktualisierte Auflagen. Die Erstausgabe entstand in Zusammenarbeit mit dem Zoologen und Mediziner Gustav Jäger, der nach Calwers Tod 1874 auch die Nachauflagen betreute. Bis heute finden die mehr als 1000 Käferzeichnungen aus dem Buch Verwendung, die bei der Artistischen Anstalt von Emil Hochdanz (* 1816; † 1885) in Stuttgart in Auftrag gegeben worden waren.

### Botanik
Calwer war auch Revierförster auf Burg Reichenberg bei Oppenweiler. Einzelne seiner Pflanzenaufsammlungen kamen über das Herbar von Emil Schüz ins Staatliche Museum für Naturkunde Stuttgart.

## Veröffentlichungen
- Landwirthschaftliche und technische Pflanzenkunde. 3 Bände. Verlag von Krais & Hoffmann, Stuttgart.

Band 1: Deutschlands Feld- und Gartengewächse. 1852.
Band 2: Deutschlands Obst- und Beerenfrüchte. 1854. (Neuauflage: Salzwasser Verlag, Paderborn 2012, ISBN 978-3-86444-937-6.)
Band 3: Deutschlands technische Pflanzen. 1854.
- Württemberg’s Holz- und Straucharten mit besonderer Beziehung auf ihre Standörter. Zu Guttenberg, 1853.
- Carl Gustav Calwer, G. M. Kirn (Zeichnungen): Die Thierwelt Deutschlands und der Schweiz. 2 Bände. 1854.
- Käferbuch. Allgemeine und specielle Naturgeschichte der Käfer. Nebst der Anweisung sie zu sammeln und aufzubewahren. Verlag von Krais & Hoffmann, Stuttgart 1858.
- Calwer’s Käferbuch : Einführung in d. Kenntnis d. Käfer Europas. 2 Bände. Schweizerbart, Stuttgart 1916, DNB 989454991.